# 텍스트에디트
텍스트에디트(TextEdit)는 NeXT의 넥스트스텝 및 오픈스텝에 처음 등장한 오픈 소스 워드 프로세서 및 문서 편집기이다. 애플이 NeXT를 인수한 이후 이제 macOS와 함께 배포되며 리눅스와 같은 다른 유닉스 계열 운영 체제용 그누스텝 애플리케이션으로 사용할 수 있다. Apple Advanced Typography를 기반으로 한다.

## 같이 보기
- 워드 프로세서 목록